# Arafursko more
Arafursko more je more na zapadu Tihog oceana smješteno između Australije i Nove Gvineje.
Arafursko more okruženo je na zapadu Timorskim morem, na istoku kroz Torresov prolaz, Koraljnim morem, a sjeverozapadno se nalaze Bandsko more i Ceramsko more.

## Vanjske poveznice
|  | Zajednički poslužitelj ima još gradiva o temi Arafursko more |